# Pico Cambural
El pico Cambural (10°22′00″N 67°31′00″O / 10.366667, -67.516667) es una formación de montaña, una de las de mayor elevación del municipio Mariño en el estado Aragua, ubicada al norte entre Turmero y Maracay, Venezuela.

## Ubicación
El Topo Ceniza es parte del límite noroeste del municipio Mariño y el punto intermedio entre la ciudad de Turmero y la playa de Chuao. Colinda hacia el este con el pico Ceniza y los prominentes pico La Negra, pico El Cenizo y el pico Codazzi en dirección hacia la Colonia Tovar. Hacia el oeste se encuentran la fila Cola de Caballo y la fila Palmarito. Hacia el norte se continúa con el parque nacional Henri Pittier hasta la población de Cepe y la bahía de Chuao.